# Sarvanlar (Ağcabədi)
Sarvanlar è un comune dell'Azerbaigian situato nel distretto di Ağcabədi. Conta una popolazione di 522 abitanti.